# Гай Атилий Регул (консул 225 пр.н.е.)
Вижте пояснителната страница за други личности с името Гай Атилий Регул.
Гай Атилий Регул (на латински: Gaius Atilius Regulus; † 225 пр.н.е.) e политик на Римската република и е убит в битката при Теламон.
Произлиза от значимите през 4 и 3 век Атилии – Регули. Баща му е прочутият консул от 267 и 255 пр.н.е., Марк Атилий Регул, който умира в картагенски плен; неговият брат Марк е консул през 227 и 217 пр.н.е. Майка му се казва Марция.
Гай Регул е избран през 225 пр.н.е. за консул заедно с Луций Емилий Пап и е изпратен на Сардиния с два легиона за потушаване на въстание. При връщането му в Италия с колегата си консул се сблъскват при Теламон с голяма келтска войска. Римляните удържат голяма победа, но Регул пада убит в битката.